# ليزلي هانت
ليزلي هانت (بالإنجليزية: Lesley Hunt)‏ مواليد 29 مايو 1950 في برث، هي لاعبة كرة مضرب أسترالية سابقة. كما أنها إحدى بطلات الجراند سلام. فازت بدورة رولان غاروس الدولية في سنة 1968 وفازت ببطولة أمريكا المفتوحة للتنس في نفس السنة وكلتاهما في فئة الناشئين.

## بطولات حققتها
- دورة رولان غاروس الدولية

## روابط خارجية
- ليزلي هانت على موقع رابطة محترفات التنس (الإنجليزية)
- ليزلي هانت على موقع الاتحاد الدولي لكرة المضرب (الإنجليزية)
- ليزلي هانت على موقع كأس بيلي جين كينغ (الإنجليزية)
- ليزلي هانت على موقع خلاصة التنس.كوم (الإنجليزية)